# Chapelle Saint-Honorat des Mées
La chapelle Saint-Honorat ou prieuré Saint-Blaise est une chapelle romane située au lieu-dit les Petits Camps aux Mées dans le département français des Alpes-de-Haute-Provence.

## Historique

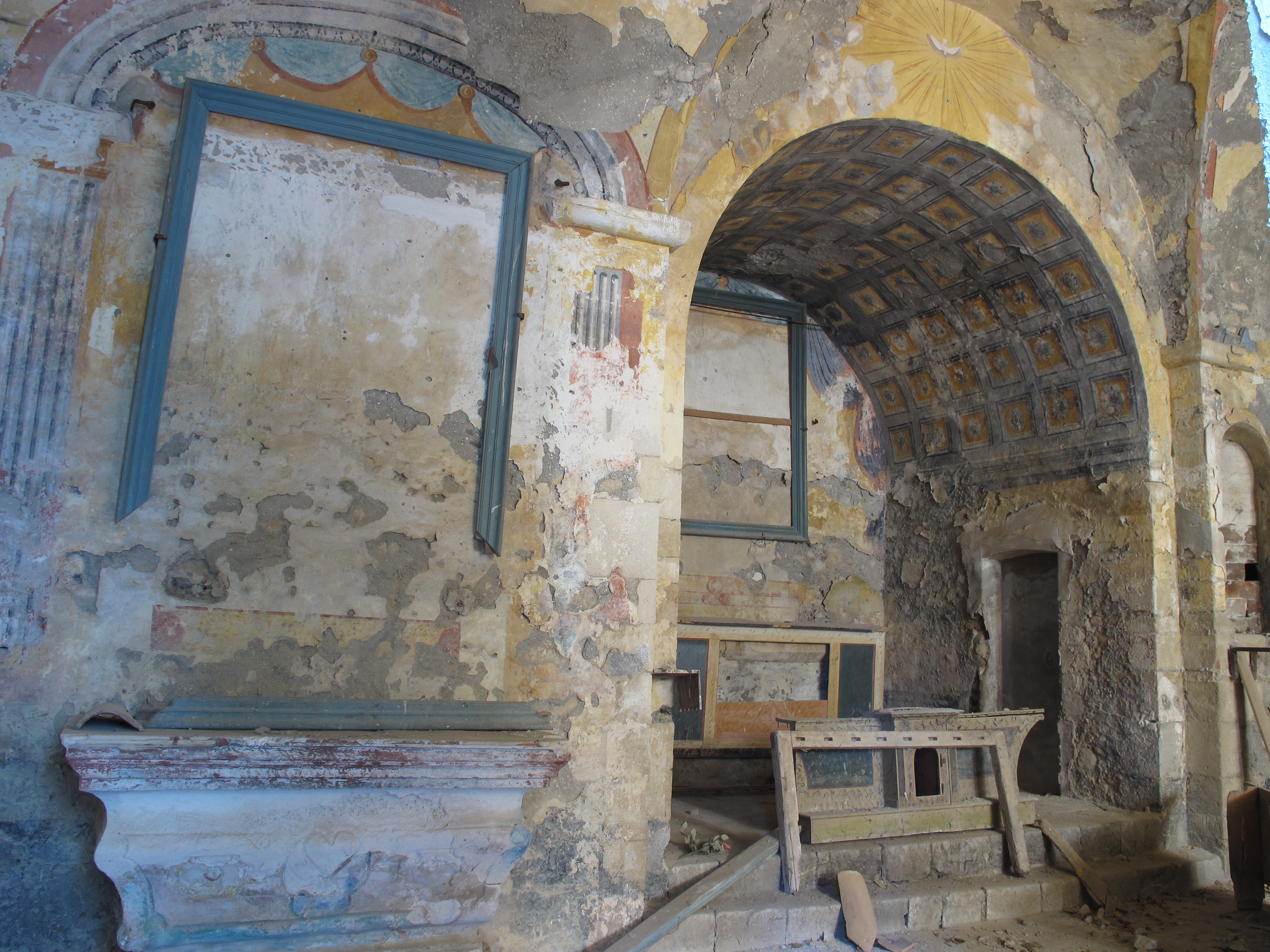
Intérieur.

La première indication de ce prieuré est fournie par Bartel, bénéfice ou prieuré rural sous l’invocation de saint Blaise in agro Mediarum, dépendant de la mense de l’abbaye de Boscodon. Féraud en fait l’église paroissiale du Plan-des-Mées. Abbayes et prieurés la font dépendre aussi de Boscodon, prieuré Saint-Blaise de Palleirosc, dépendant de Boscaudon. G. Barruol en fait une dépendance de l’Ordre du Temple au milieu du XIIIe siècle et la décrit ainsi. L’église de cet établissement, sous le titre de Saint-Blaise. 
D’après quelques données succinctes, cette chapelle fut l’église paroissiale du Plan-des-Mées. C’est ce qui est dit le 9 novembre 1891 lors d’une visite pastorale, chapelle rurale Saint-Honorat, ancienne paroissiale, en ruine et réaffirmé en 1894, chapelle rurale, l’ancienne église Saint-Honorat. Il semble que l’on ait effectué des réparations car en 1899, chapelle Saint-Honorat, ancienne église paroissiale, date de plusieurs siècles. Messe trois ou quatre fois par an. R. Collier en donne la description, la chapelle Saint-Honorat, près de Paillerols (quartier des Mées), dut dépendre jadis de l’abbaye de Boscodon, à laquelle appartenait le domaine de Paillerols, témoigne de structures romanes ; la nef, les bras du faux transept, le chevet plat, sont couverts de voûtes en plein cintre. Un beau et massif tympan monolithe, sur lequel est sculptée une croix ancrée, surmonte la porte ouest ; les encadrements des baies, les pilastres, peuvent aussi remonter au XIIIe siècle.
L'édifice fait l'objet d'un classement au titre des monuments historiques depuis le 20 janvier 1983

## Architecture
La chapelle est bien conservée mais abandonnée, c'est un édifice de plan cruciforme du début du XIIIe siècle. La nef, les bras du faux transept et le sanctuaire – où se trouve encore en place l’autel tabulaire d’origine – sont couverts de voûtes en plein cintre. Deux portes donnent accès à l’édifice : celle de l’ouest, qui borde la voie publique, est surmontée d’un puissant linteau monolithe et d’un faux tympan orné d’une belle croix ancrée en bas relief … ; celle du sud met en communication la nef avec le cimetière qui s’étend aujourd’hui largement autour du monument ; une seule baie, très ébrasée vers l’intérieur, éclaire l’édifice.